# Alpes de Livigno
Os Alpes de Livigno (em alemão:  Livigno Alpen) é um maciço montanhoso que se encontra no na região de Lombardia, na Itália, e no cantão dos Grisões na Suíça. O ponto mais alto é o  Cima Piazzi com 3.440 m.
Estes alpes, que ocupam exactamente as mesmas regiões que os Alpes de Bernina,  tomaram o nome da localidade onde se encontram, Livigno na Itália.

## Localização
Os Alpes de Livigno têm da mesma secção alpina  a Nordeste os Alpes de Val Mustair, a Sudoeste os Alpes de Bernina, e a Noroeste os Alpes de Albula.
De outras secções tem Alpes de Ortles dos Alpes Réticos meridionais

## SOIUSA
A Subdivisão Orográfica Internacional Unificada do Sistema Alpino (SOIUSA) dividiu os Alpes em duas grandes Partes: Alpes Ocidentais e Alpes Orientais, separados pela linha formada pelo  Rio Reno - Passo de Spluga - Lago de Como - Lago de Lecco.
Os  Alpes de Platta, Alpes de Albula, Alpes de Bernina, Alpes de Livigno, Alpes de Val Mustair, Alpes de Silvretta, de Samnau e de Verwal, Alpes de Plessur,  e a Cordilheira de Ratikon formam os Alpes Réticos ocidentais.

### Classificação  SOIUSA
Segundo a SOIUSA este acidente geográfico é uma Sub-secção alpina com as seguintes características:
- Parte = Alpes Orientais
- Grande sector alpino = Alpes Orientais-Centro
- Secção alpina = Alpes Réticos ocidentais
- Sub-secção alpina =  Alpes de Livigno
- Código = II/A-15.IV